# Сачика
Сачика (исп. Sáchica) — город и муниципалитет в центральной части Колумбии, на территории департамента Бояка. Входит в состав провинции Рикаурте.

## История
Поселение, из которого позднее вырос город, было основано 16 июля 1556 года.

## Географическое положение

Муниципалитет Сачика

Город расположен на западе центральной части департамента, в гористой местности Восточной Кордильеры, вблизи места слияния рек Чикиса и Самака, на расстоянии приблизительно 21 километра к западу-северо-западу (WNW) от города Тунха, административного центра департамента. Абсолютная высота — 2044 метра над уровнем моря.
Муниципалитет Сачика граничит на севере с территорией муниципалитета Вилья-де-Лейва, на северо-западе — с муниципалитетом Сутамарчан, на юго-западе — с муниципалитетом Ракира, на юго-востоке — с муниципалитетом Самака, на востоке — с муниципалитетом Сора, на северо-востоке — с муниципалитетом Чикиса. Площадь муниципалитета составляет 62 км².

## Палеонтология
Рядом с городом в отложениях раннего мелового периода (барремский ярус) найден окаменелый скелет плиозаврида Sachicasaurus vitae длиной почти 10 м. Название, присвоенное животному в 2018 году, дано в честь Сачики, а видовой эпитет образован от лат. vitae — жизнь, что отсылает на «жизненную силу, которую окаменелость вселила в деревню Сачика с момента обнаружения». Несмотря на крупные размеры, найденная особь не является взрослой.

## Население
По данным Национального административного департамента статистики Колумбии, совокупная численность населения города и муниципалитета в 2015 году составляла 3791 человек.
Динамика численности населения муниципалитета по годам:
| 2005 | 2006 | 2007 | 2008 | 2009 | 2010 | 2011 | 2012 | 2013 | 2014 | 2015 |
| ---- | ---- | ---- | ---- | ---- | ---- | ---- | ---- | ---- | ---- | ---- |
| 3868 | 3862 | 3856 | 3850 | 3843 | 3835 | 3827 | 3819 | 3810 | 3801 | 3791 |

Согласно данным переписи 2005 года мужчины составляли 50,8 % от населения Сачики, женщины — соответственно 49,2 %. В расовом отношении белые и метисы составляли 99,9 % от населения города; негры, мулаты и райсальцы — 0,1 %.
Уровень грамотности среди всего населения составлял 86,8 %.

## Экономика
61,5 % от общего числа городских и муниципальных предприятий составляют предприятия торговой сферы, 30,8 % — предприятия сферы обслуживания, 7,7 % — промышленные предприятия.

## Транспорт
Через город проходит национальное шоссе № 60 (исп. Ruta Nacional 60).